# ディミトリオス・クルベリス
ディミトリオス・クルベリス（Dimitrios Kourbelis ギリシア語: Δημήτριος Κουρμπέλης、1993年11月2日 - ）は、ギリシャ・アルカディア県ヴォレイア・キヌリア出身のギリシャ代表プロサッカー選手。トラブゾンスポル所属。ポジションはDF。

## クラブ歴
アステラス・トリポリスFCの下部組織で育成され、2011年にトップチームデビュー。
2016年12月23日、パナシナイコスFCに移籍、3年半契約を結んだ。2017-18シーズン前、前キャプテンのゼカがFCコペンハーゲンに移籍したため、在籍8ヶ月ながらチームキャプテンに任命された。

## 代表歴
ユース年代からのギリシャ代表歴がある。
2017年9月9日、2018 FIFAワールドカップ・ヨーロッパ予選のボスニア・ヘルツェゴビナ代表戦でフル代表デビューを果たした。

## 所属クラブ
ユース
- アステラス・トリポリスFC 2007-2011

プロ
- アステラス・トリポリスFC 2011-2016
- パナシナイコスFC 2016-2023
- トラブゾンスポル・クラブ 2023-

## 代表歴
- U-19ギリシャ代表
  - UEFA U-19欧州選手権2012
- U-20ギリシャ代表
  - 2013 FIFA U-20ワールドカップ
- U-21ギリシャ代表
- ギリシャ代表
  - 2018 FIFAワールドカップ・ヨーロッパ予選